# ملعب برينتفورد
ملعب برينتفورد هو ملعب يقع في برينتفورد غرب لندن.منذ 2020 أصبح الملعب الرئيسي لنادي برينتفورد بدلاً من حديقة جرفين.
تم افتتاح الملعب في 30 أغسطس 2020 ويستوعب 17،250 مشجع.